# Бенин (залив)
Бени́н (англ. Bight of Benin) — залив в Атлантическом океане на южном побережье Западной Африки, составная часть Гвинейского залива. Простирается на 640 км к востоку от мыса Сент-Пол (Гана) до устья реки Нигер. Берег низменный, заболоченный, с лагунами и протоками. В устьях рек и по берегам лагун — мангровые заросли, за ними вторичные саванны (на западе) и вечнозелёные леса (на востоке). Воды залива Бенин омывают побережья Ганы, Того, Бенина, Нигерии. В залив впадают реки Нигер, а также сток рек Сио, Моно, Веме, Бенин и Форкадос. Основные порты на побережье залива: Ломе, Котону и Лагос.
Побережье залива известно как один из главных районов работорговли в Африке в XVI—XVIII веках.

## История
1 февраля 1852 года британцы основали протекторат Бенинского залива, находящийся под управлением консулов Бенинского залива.
| Порядок правления         | Протекторат        |
| ------------------------- | ------------------ |
| Май 1852—1853             | Льюис Фрэйзер      |
| 1853 — апрель 1859        | Бенджамин Кэмпбелл |
| апрель 1859—1860          | Джордж Брэнд       |
| 1860 — январь 1861        | Генри Хэнд         |
| январь 1861 — май 1861    | Генри Грант Фут    |
| май 1861 — 6 августа 1861 | Уильям Маккоскри   |

6 августа 1861 года протекторат залива Биафры и протекторат Бенинского залива объединились в единый британский протекторат, в конце концов влившийся в Нигерию.